# Użanis
Użanis – wieś w Armenii, w prowincji Sjunik. W 2011 roku liczyła 59 mieszkańców.